# Cypraeovula cruickshanki
Cypraeovula cruickshanki is een slakkensoort uit de familie van de Cypraeidae. De wetenschappelijke naam van de soort is voor het eerst geldig gepubliceerd in 1972 door Kilburn.